# Adrianus Cornelis van Leeuwen
Adrianus Cornelis van Leeuwen, auch Adriaan Cornelis van Leeuwen, (* 30. Oktober 1887 in Oudewater; † 30. Juni 1991 in Arnheim) war ein niederländischer Komponist und Dirigent.
Der örtliche Organist und gleichzeitige Dirigent des Musikvereins vermittelte ihm den ersten Musikunterricht. Bereits nach kurzer Zeit spielte der junge Adriaan im Musikverein Flügelhorn. Mit 16 Jahren trat er in den Dienst des Musikkorps des 8. Infanterie-Regiments in Arnheim ein. Während dieser Zeit bekam er Unterricht in Musiktheorie und Komposition von van Westrenen, Brants Buys und einem Organisten Christiaans, bei dem er auch Gregorianische Musik studierte. 1923 wurde er als Kornettist in die Koninklijke Militaire Kapel in Den Haag aufgenommen. 1933 wurde er zum stellvertretenden Dirigenten des Orchesters ernannt, das er während der häufigen Erkrankungen des Dirigenten Walther Boer leitete.
Zusätzlich war er auch als Trompeter im Orchester der Nederlandse Opera sowie beim Philharmonischen Orchester in Rotterdam unter der Leitung von Eduard Flipse tätig.
Nach Abschluss des Examens als Kapellmeister wurde er 1936 Dirigent des Musikkorps des 6. Infanterie-Regiments in Breda. Vier Jahre später wurde das Musikkorps aufgelöst und er ging in Pension. Jedoch wirkte er als Komponist und Dirigent für Blasorchester in Arnheim, Zutphen, Apeldoorn und Vlaardingen weiter. Er wurde mit den Palmen der Académie Française ausgezeichnet.

## Werke

### Werke für Blasorchester
- 1967 Mooi Sonsbeck Marsch
- 1981 Marche héroique Konzertmarsch
- Veluwe klanken Ouverture
- Ouverture in Es-Dur
- Gelre Suite in 3 Sätzen
- Introduction and Ballet Music aus Het Paradijs nach einem Märchen von Hans Christian Andersen